# Corndon Down Cairns

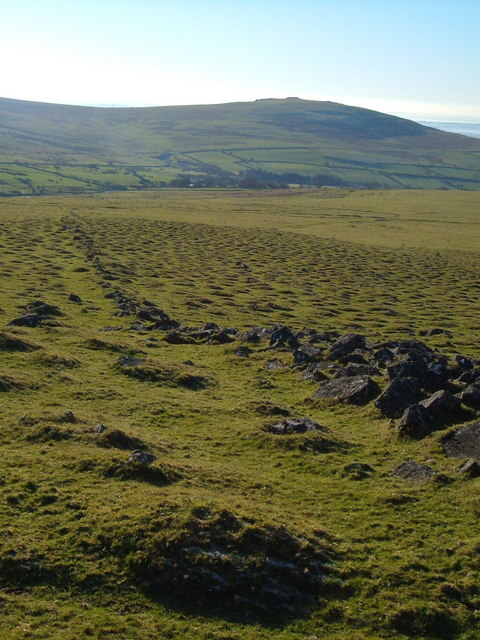
Reaves sind bronzezeitliche Grenzmarkierungen

Die vier Corndon Down Cairns (auch Corndon Tor Cairns genannt) liegen in Widecombe-in-the-Moor, bei Ashburton in Devon in England. 
Jeremy Butler schreibt in seinem 4-bändigen Werk “Dartmoor Atlas of Antiquities”: 

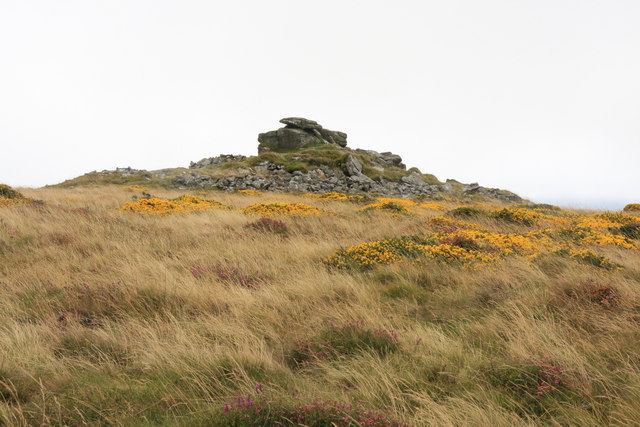
Corndon Tor

„Ein kleiner Tor liegt auf dem höchste Punkt des Corndon Down. Die Felsen sind von einem großen Cairn aus kleinen Steinen umgeben. Diese sind in alle Richtungen verteilt, aber es ist unwahrscheinlich, dass es jemals genug waren um die Felsen zu bedecken.“
Corndon hat auch eine Reihe bronzezeitlicher „reaves“ (prähistorische Grenzmarkierungen) und Reste von Siedlungen und alten Feldmustern. Die reaves bedecken insgesamt eine Fläche von über 10.000 Hektar auf Dartmoor. Es gibt drei wesentliche Cairns und einen vierten weniger erkennbaren.
Ein großer Cairn (20 m lang und 3 m hoch) liegt im Norden. 
Der östlichen Steinhügel ist 21 m lang und 2,5 m hoch. 
Der westliche hat 25 m Durchmesser.
Die Plünderung antiker Monumente ist fast so alt wie die Denkmäler und hat sich bis heute fortgesetzt, so sind die Cairns stärker dezimiert. Eine kleine isolierte Hüttenbasis (3,5 m Durchmesser) in einer winzigen Einhegung liegt in der Mulde zwischen den Gipfeln. Die Mauer ragt noch aus dem Boden, mit einem äußeren konzentrischen Wall.